# Tuvalui labdarúgó-szövetség
A tuvalui labdarúgó-szövetség (angolul: Tuvalu National Football Association (TNFA) Tuvalu nemzeti labdarúgó-szövetsége. 1979-ben alapították. 2006-tól tagja az OFC-nek, de nem tagja a FIFA-nak.  
A szövetség szervezi a tuvalui labdarúgó-bajnokságot és működteti a tuvalui labdarúgó-válogatottat.